# Kraftwerk Pissevache
Das Kraftwerk Pissevache ist ein Hochdrucklaufwasserkraftwerk bei Vernayaz im Kanton Wallis. Die 1898 in Betrieb genommene Anlage gehört zu den ältesten Kraftwerken der Schweiz. Sie liegt oberhalb der Pissevache und nutzt das Wasser der Salanfe über eine Länge von 1,1 km.

## Geschichte

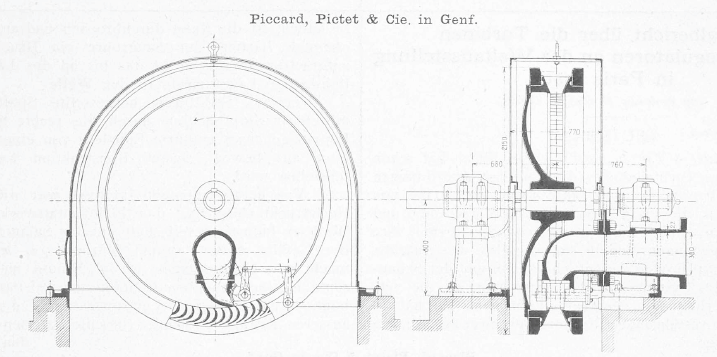
1000 PS-Hochdruckturbine System Girard von Piccard & Pictet

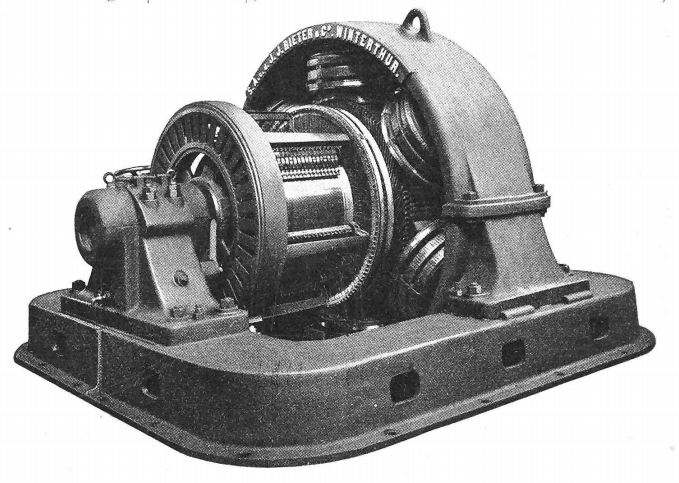
Generator für die Martigny-Châtelard-Bahn

Um die Jahrhundertwende begann sich die elektrochemische Industrie zu entwickeln. Das Wallis war für solche Betriebe ein besonders geeigneter Standort, weil kostengünstige Wasserkraft für die Stromerzeugung zur Verfügung stand. Im Jahre 1899 gründete eine Frankfurter Gesellschaft eine Karbidfabrik in Vernayaz, in der Calciumcarbid aus Calciumoxid und Koks in Schmelz-Reduktionsöfen gewonnen werden sollte, wobei das Karbid damals hauptsächlich der Beleuchtung diente. Der Strom für die Reduktionsöfen sollte aus einem Kraftwerk an der Salanfe bezogen werden. Ein erstes Konzessionsgesuch wurde 1894 gestellt.
Die Fabrik ging aber während drei Jahren nicht in Betrieb. 1904 ging die Fabrik an den Basler Unternehmer Gregor Stächelin, dem Vater des Kunstsammlers Rudolf Staechelin, über. Ab 1904 nahm das Kraftwerk die Stromerzeugung für die Martigny-Châtelard-Bahn auf. Die Karbidfabrik zusammen mit dem Kraftwerk wurde 1924 an die Lonza verkauft, welche das Kraftwerk bis 1983 betrieb und es dann an die Forces motrices valaisannes (FMV) verkaufte. 1997 musste es aus Sicherheitsgründen stillgelegt werden.
2016 kamen die Anlagen nach einem Totalumbau mit Kosten von 5 Mio. Franken wieder in Betrieb. Die erneuerte Konzession der Gemeinden Salvan und Vernayaz läuft bis 2032.

## Technik

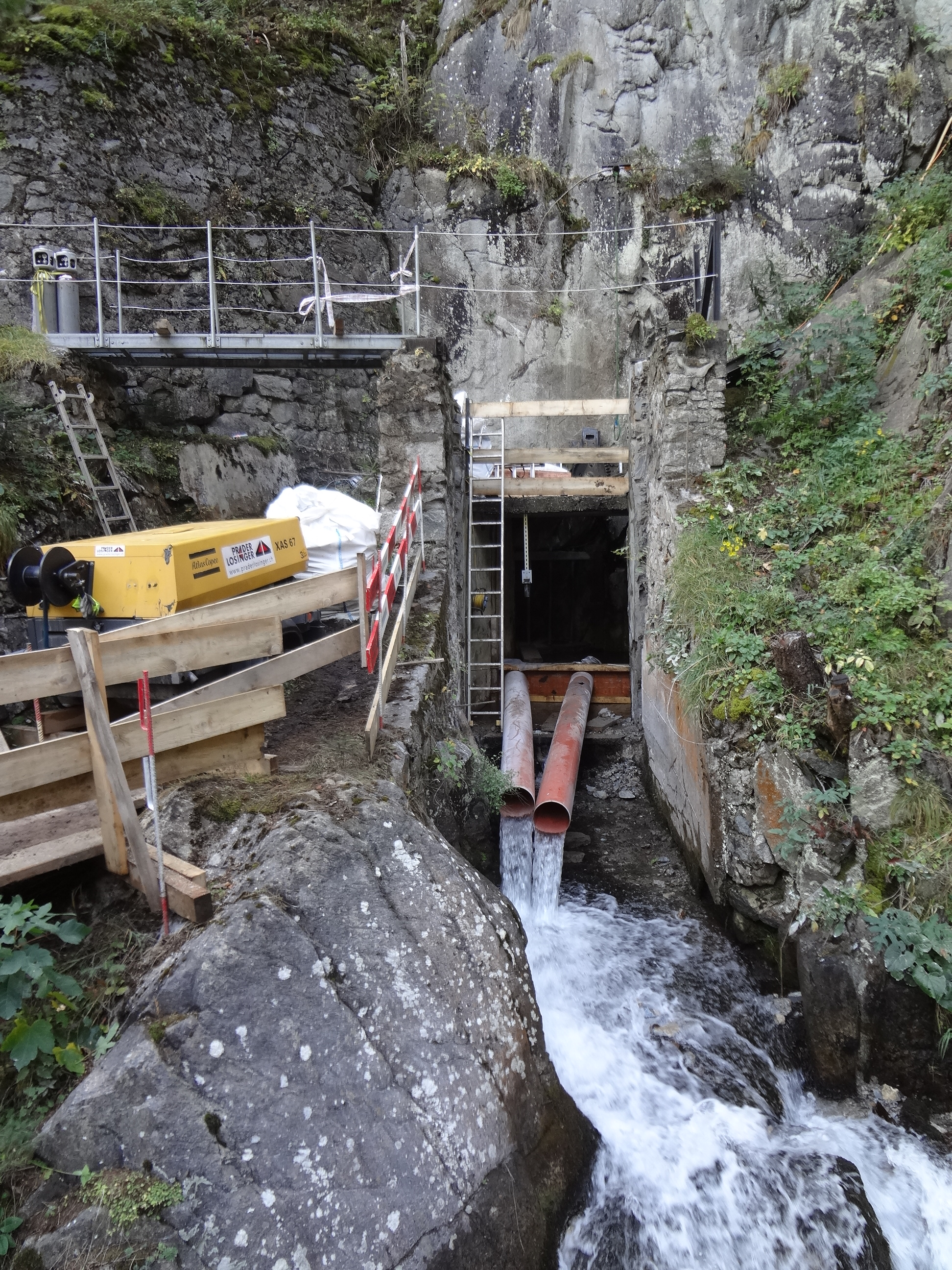
Wasserfassung während den Renovationsarbeiten im Jahre 2015

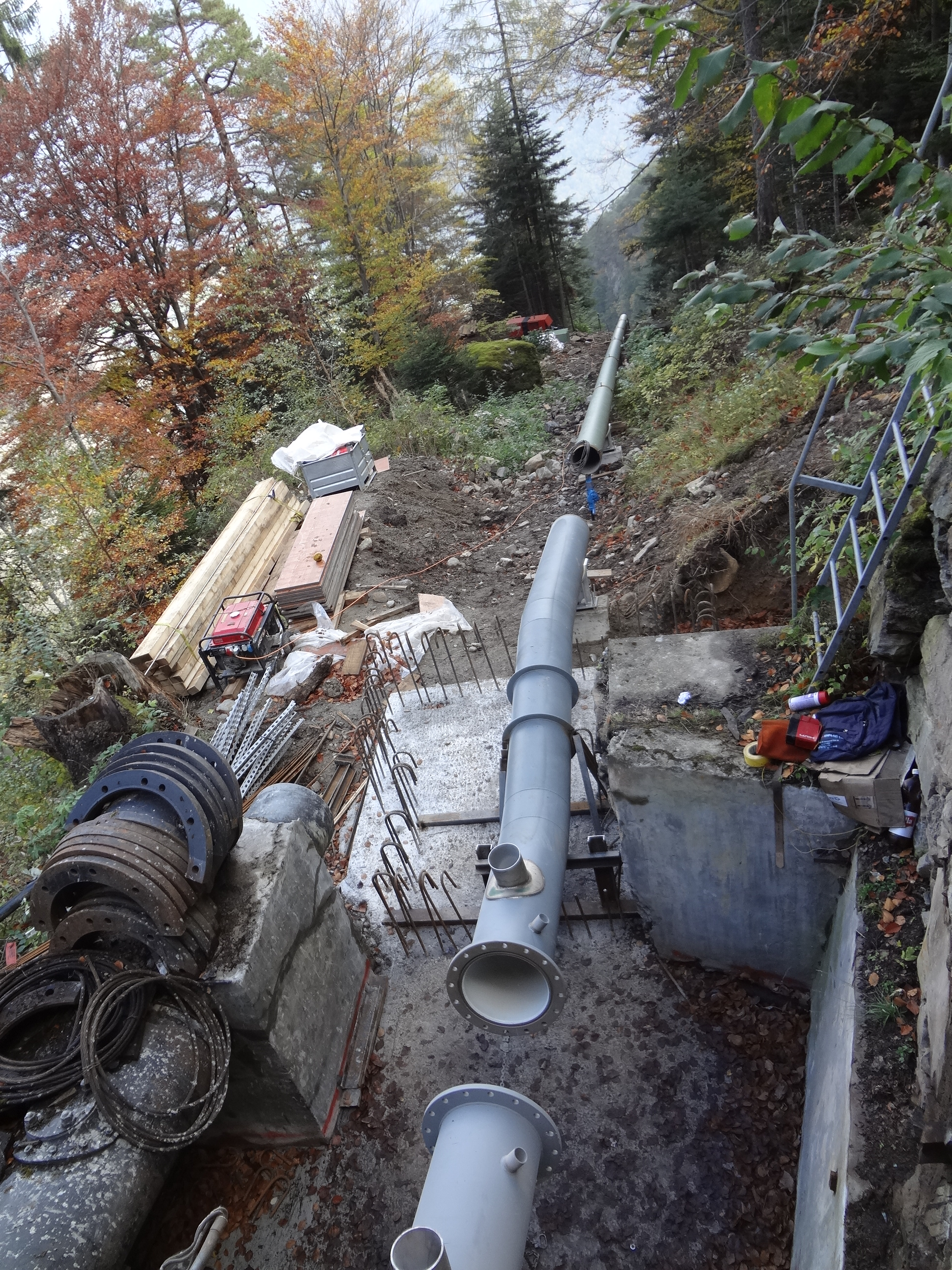
Erneuerung der Druckleitung im Jahre 2015

Die Wasserfassung befindet sich auf dem Gemeindegebiet von Salvan bei Van d’en Bas unterhalb der Cascade de Dailley, die Wasserrückgabe oberhalb der Pissevache. Die beiden Wasserfälle sollten unberührt bleiben. Damit der Standort der Kavernenzentrale etwa 50 m oberhalb des Wasserfalls erreicht werden konnte, wurde erstmals eine Standseilbahn für ein Kraftwerk gebaut. Die Windenbahn hatte eine Spurweite von 50 cm und stand bis 1997 in Betrieb.
Das Triebwasser wird über einen 230 m langen Zulaufstollen zum Wasserschloss am oberen Ende der 1000 m langen Druckrohrleitung geführt, die zum größten Teil in einem Tunnel verlegt wurde, der der rechten Talflanke folgt. Kurz vor der Zentrale, die auf der linken Talseite liegt, überquert die Druckrohrleitung mit einem Aquädukt die Salanfe.
In der Kavernenzentrale standen am Anfang sechs horizontale Maschinensätze mit 1000-PS-Turbinen, die von den Ateliers Piccard-Pictet & Cie. stammten. Die radial durchströmte Girard-Turbinen wurden mit 500 min−1 betrieben. Vier Generatoren erzeugten Dreiphasenwechselstrom, zwei Generatoren erzeugten Gleichstrom für den Betrieb der Martigny-Châtelard-Bahn. Jeder der beiden Gleichstromgeneratoren von Rieter hatte eine Leistung von 800 kW und erzeugte eine Fahrleitungsspannung von 800 V.
Im Laufe der Zeit wurden einzelne Girard-Turbinen durch Pelton-Turbine von der Bell Maschinenfabrik ersetzt. 1928 waren zwei der Girard-Turbinen verschwunden, dafür wurden zwei 1200 PS-Pelton-Turbinen und eine 4500 PS-Pelton-Turbine verwendet. 1952 wurden die restlichen Girard-Turbinen entfernt, sodass nur noch die 3 Peltonturbinen in Betrieb waren.
In der 2016 erneuerten Anlage steht eine einzige zweistrahlige Pelton-Turbine mit einer Leistung von 1,7 MW.